# Stephan Schulzer von Müggenburg
Stephan Schulzer von Müggenburg (Viduševac Glina, 19 agosto 1802 – Vinkovci, 5 febbraio 1892) è stato un micologo ungherese.
Schulzer von Müggenburg nacque nell'assoluta povertà in un castello fatiscente alla periferia dell'impero austro-ungarico. Sua madre morì nella sua prima infanzia.
Fu cresciuto, e ricevette una rigida educazione familiare dal padre, un ufficiale dell'esercito in pensione, di origine sassone, che morì quando Schulzer aveva quindici anni. Dopo la morte del padre trascorse i successivi tre anni in una compagnia di cadetti, una specie di accademia militare, a Olomouc (Olmütz).
Dopo l'arruolamento egli trascorse sette anni come cadetto (ufficiale in formazione) e i seguenti sei come Fähnrich (allievo ufficiale). Dopo aver finalmente raggiunto il grado di sottotenente divenne capitano nei successivi dieci anni. Nel 1821 partecipò alla campagna in Piemonte.
Durante un incendio perse l'uso di entrambe le mani e fu ritirato dal servizio attivo due anni dopo. Tuttavia egli si offrì volontario per istituire e gestire un ospedale militare dove cadde vittima di una malattia che lo lasciò sordo e semi cieco. Si sposò ed ebbe due figlie.
Un incontro casuale con un popolare manuale di funghi nel 1831 svegliò la sua curiosità intellettuale. Così, da autodidatta, imparò la storia naturale, il greco e il latino. In breve tempo da micologo dilettante di talento diventò un apprezzato micologo dai colleghi accademici del suo tempo. Pubblicò molti lavori in campo micologico anche se gran parte del suo lavoro inedito fu curato e pubblicato da alcuni suoi colleghi e a volte rivali scientifici, come ad esempio Károly Kalchbrenner e Friedrich von Hazslin.

## Curiosità
A lui fu dedicato il genere di funghi Schulzeria.

## Principali pubblicazioni
- Schulzer von Müggenburg, Stefan, Ágost Kanitz, and József Armin Knapp. Die bisher bekannten Pflanzen Slavoniens. Including addenda 1, 2. 1866.
- Schulzer von Müggenburg, Stefan. Systematische aufzählung des Schwämme Ungarns, Slavoniens und des Banates, welche diese Länder mit anderen gemein haben. 1857.
- Schulzer von Müggenburg, Stephan. Mykologische Beiträge. K.K. Zoologisch-botanische Gesellschaft, Wien 1870.
- Schulzer von Müggenburg, Stephan. Mykologische Beobachtungen aus Nord-Ungarn im Herbste 1869. K.K. Zoologisch-botanische Gesellschaft, Wien 1870.